# Трусов Аркадій Васильович
Трусов Аркадій Васильович (1904/1905 — 1982) — радянський російський актор театру і кіно. Заслужений артист РРФСР (1942).

## Життєпис
Народився 28 грудня 1904 року (10 січня 1905) в селі Алексєєвському (нині Татарстан).
В кінці 20-х років був артистом флотської самодіяльності в Кронштадті. 
З 1930 року — актор Театру Червонопрапорного Балтійського флоту.
Знімався у кіно з 1951 р., виконав близько 120 ролей — переважно в другого плану та епізодичних.
Грав в українських фільмах «Бур'ян» (1966, Гордій Чумак), «Ця тверда земля» (1967, Степанчик), «Севастополь» (1971), «Талант» (1977).
Пішов з життя 14 липня 1982 року. Похований в Ленінграді на Большеохтінському кладовищі.

## Фільмографія
- «Бєлінський» (1951)
- «Римський-Корсаков» (1952)
- «Медовий місяць» (1956)
- «Вулиця сповнена несподіванок» (1957)
- «Всього дорожче» (1957)
- «Євгеній Онєгін» (1958, фільм-опера)
- «Не май 100 рублів...» (1959)
- «Лоша» (1959)
- «Достігаєв та інші» (1959)
- «Анафема» (1960)
- «Коли дерева були великими» (1961)
- «Смугастий рейс» (1961)
- «Дівча, з яким я товаришував» (1961)
- «Коли дерева були великими» (1962)
- «Усе залишається людям» (1963)
- «Голова» (1964)
- «Фро» (1964)
- «Живе такий хлопець» (1964)
- «Зайчик» (1964)
- «Музиканти одного полку» (1965)
- «Тридцять три» (1965)
- «Начальник Чукотки» (1966)
- «Зимовий ранок» (1966)
- «Людина без паспорта» (1966)
- «Подія, яку ніхто не помітив» (1967)
- «Пароль не потрібен» (1967)
- «Іван Макарович» (1968)
- «Віринея» (1968)
- «Мама вийшла заміж» (1969)
- «Любов Ярова» (1970)
- «Даурія» (1971)
- «Боба і слон» (1971)
- «Перевірка на дорогах» (1971)
- «Надбання республіки» (1971)
- «Батько» (1971)
- «Дванадцять місяців» (1972, Грудень)
- «Шукаю людину» (1973)
- «Земля Саннікова» (1973)
- «Один єдиний» (1974)
- «Єдина…» (1975)
- «Зірка привабливого щастя» (1975)
- «Степанова пам'ятка» (1976)
- «Двадцять днів без війни» (1976)
- «Коли йдеш – іди» (1979)
- «Дивовижні пригоди Дениса Корабльова» (1979)
- «Тайгова повість» (1979, лікар)
- «Комендантська година» (1981)
- «20 грудня» (1981, телефільм) та ін.